# Emmanuel Lucien
Emmanuel Lucien, né le 18 mars 1968 à Decize (Nièvre), est un joueur de pétanque français. 

## Clubs
- ?-? : AC Pétanque Neversoise Nevers (Nièvre)
- ?-? : UCS Pétanque Cosne-sur-Loire (Nièvre)
- ?-? : Decize Pétanque (Nièvre)
- ?-? : Marais de Montluçon (Allier)
- ?-2011 :Pétanque Chevagnoise Chevagnes (Allier)
- 2012 : Hanches Pétanque (Eure-et-Loir)
- 2013-2018 : Dreux Pétanque (Eure-et-Loir)
- 2019-en cours : Amis de la Pétanque Bourbon-Lancy (Saône-et-Loire)

## Palmarès[1],[2],[3],[4]

### Séniors

#### Championnats de France
Champion de France
- Triplette 2013 (avec Philippe Quintais et Philippe Suchaud) : Dreux

#### Masters de pétanque
Vainqueur
- 2015 (avec Philippe Quintais, Philippe Suchaud et Charles Weibel) : équipe Quintais

Finaliste
- 2019 (avec Dylan Rocher, Philippe Quintais et Philippe Suchaud) : équipe Rocher

#### Trophée des villes
Vainqueur
- 2002 (avec Stéphane Robineau, Dominique Vaillant et François Dumont) : Nevers
- 2013 (avec Philippe Suchaud, Philippe Quintais et Jordan Champion) : Dreux

#### Grand Prix du Trophée des Villes

##### Finaliste
- 2014 (avec Philippe Quintais, David Winterstein et Jordan Champion) : Dreux

#### Millau

##### Mondial à pétanque de Millau (2003-2015)
Finaliste
- Triplette 2013 (avec Thierry Bézandry et Vincent Demuth)[5]

#### Passion Pétanque Française (PPF)
Vainqueur
- Triplette 2015 (avec Philippe Quintais et Stéphane Dath)[6]
- Triplette 2022 (avec Philippe Quintais et Philippe Suchaud)[7]

#### Autres titres

##### EuroPétanque deNice
Vainqueur
- Triplette 2014 (avec Philippe Quintais et Philippe Suchaud)
- Triplette 2015 (avec Philippe Quintais et Philippe Suchaud)

##### B.I.C.B.O Chalon-sur-Saône
Vainqueur
- Triplette 2004 (avec Patrick Vilfroy et Stéphane Robineau)[8]

### Classement des Nationaux
- 1er en 2013